# Акубуну
Акубуну (фр. Akoubounou) — деревня, расположенная на западе от города Абалак в регионе Тахуа в Нигере.

## География
Акубуну расположен в северной Сахели. Соседние муниципалитеты — Абалак на северо-востоке, Азей на юго-востоке, Иброхамане на юге, Табалак на юго-западе и  Као на северо-западе. Муниципальный район разделен на 17 административных деревень, 18 традиционных деревень, девять деревень и три лагеря. Главный поселок сельской общины - административный поселок Акубуну. Племя туарегов Айт-Авари также населяет деревню.

## История
Сельская община Акубуну возникла как часть ранее свободной от общин территории в ходе общенациональной административной реформы в 2002 году.
По переписи 2001 года в Акубуну было 10 348 жителей. По переписи 2012 года население составляло 47 961 человек.

## Культура
Каждые два года в Акубуну проводится фестиваль верблюдов под названием «Ширикен», посвященный музыке, культуре и традициям народа туарегов.

## Экономика и инфраструктура
Муниципалитет находится на перекрестке животноводческого Юга и скотоводческого на Севере. Через Акубуну проходит национальная дорога 25, которая связывает деревню через Абалак с региональной столицей Агадес и через Табалак с региональной столицей Тахуа.